# EA80
EA80 ist eine 1979 gegründete und seither dauerhaft aktive deutschsprachige Punkband aus Mönchengladbach.

## Geschichte
Die Band hieß zunächst Panzerfaust und benannte sich 1980 um in EA80.
Die Veröffentlichungen von EA80 erscheinen im Eigenvertrieb oder über befreundete Labels. Es gibt kein Merchandise, kein offizielles Promotionmaterial und seit Anfang der 1990er Jahre nur wenige Interviews. Auf der offiziellen Website der Band erscheinen außer dem Namen der Band keine weiteren Informationen.
Im Laufe des Bestehens der Band wechselte einmal die Besetzung am Bass und am Schlagzeug.
Anlässlich des 40-jährigen Bestehens der Band erschien das Album 40, auf dem sich Proberaum-Aufnahmen aus der Zeit seit Gründung der Band befinden.

## Nebenprojekte
Sänger Junge betreibt ein Soloprojekt unter dem Namen Killer und Killerlady. Er ist außerdem Mitglied der Band Die Böse Hand, zu der auch zwei Mitglieder der Band  Boxhamsters gehören (Coburger und Jachimsky). Junge gehört weiterhin zu der Band The Devil in Miss Jones. Er war auch Teil der Band Pechsaftha, zu der Mitglieder der Bands Klotzs und grafzahl sowie der mittlerweile verstorbene Autor Martin Büsser gehörten.
Gitarrist Hals Maul ist auch Mitglied in den Bands Serene Fall und Troops of the Sun. 
Schlagzeuger Nico ist parallel Mitglied der Band Panikraum, zu der auch Alexander Strafe, Bandmitglied der Band Die Strafe, gehört.

## Diskografie

### Studioalben
- Vorsicht Schreie (1983)
- 2 Takte später (1985)
- Mehr Schreie (1987)
- Licht! (1989)
- Zweihundertzwei (1990)
- Schauspiele (1992)
- Grüner Apfel (1995)
- Schweinegott (1998)
- Alle Ziele (2001)
- Vorsicht Schreie 2004 (neu eingespielt 2004)
- Reise (2007)
- Definitiv: Nein! (2011)
- Definitiv: Ja! (2017)
- ● ● (Stecker) (2024)

### Sonstige
- Jungen + Technik (1981, MC, Auflage: 30)
- Der Mord fällt aus (1982, erste 7")
- Geburtstag (1987, 7", Auflage: 100)
- Dezember (1989, 7")
- 20 (1989, 7", Auflage: 200)
- Punk (1991, MC, 1993 als CD)
- Boxhamsters Split (1992, 7")
- III (1992, Doppel-CD, beinhaltet die Alben "2 Takte später", "Mehr Schreie" und "Licht!")
- Gladbach soll brennen (1995, 7")
- Carsten Vollmer-Split (1998, Auflage: 667)
- Hinter den Dingen (2000, 10")
- Klotzs vs. EA80 Split (2000, 7")
- Züri brennt (2002, 7", Auflage: 80)
- Little Drummer Boy (2002, Auflage: 24)
- Unser Gießen (Die 5. Jahreszeit) (2003, Auflage: 20)
- EXXX (2004, Auflage: 33)
- 25 (2004, 7", Auflage: 150)
- Mixtape (2008, 7", Auflage 650)
- Unser Gießen (2010, 5", Split-EP mit Die Strafe)
- Happy Grindcore Split - Electro Napalm Hippie Death (2014, 7", Auflage: 500)
- 40 (2019, CDr, Auflage: streng unlimitiert)
- EA80 - EA80 (2019, Box mit 7 x 7", Auflage: 600)